# Давньопсковський діалект
Давньопсковський діалект — середньовічний діалект давньоруської мови, поширений на території Псковської республіки. Особливості діалекту стародавнього Пскову знайшли відображення в пам'ятках писемності, що дійшли до нас лише з XIV століття. Для цього діалекту були характерні такі риси:
1. Цокання та чокання, тобто нерозрізнення звуків [ц] та [ч]: съконцашасѧ (замість д.-рус. съкончашасѧ), сшарьчи (замість д.-рус. старьци), нацальника (Псковський Апостол 1307 р.); чепи (замість д.-рус. цепи), ноць (Псковська грамота XV ст.); человавъ до конча, оцистимсѧ (Псковський Пролог 1383 р.) та інше. Цокіт в давньоновгородському діалекті[1] є у Новгородських мінеях (1095—1097 роки), також його можна зустріти в смоленсько-полоцьких пам'ятках XIII століття (більш ранніх пам'яток цих територій немає). Важко встановити, чи було цокання відомо іншим областям Русі, оскільки стародавні пам'ятники, написані на цих територіях, до нас не дійшли. Цокання в низці північно-російських говірок багато дослідників пояснюють результатом фіно-угорського субстрату[2][3].
2. Змішання звуків с  і ш, з  і ж: васи (замість д.-рус. ваши), съгрѣсихъ (замість д.-рус. съгрѣшихъ), зелеза (замість д.-рус. железа), здать (замість д.-рус. ждащь), друзинꙑ (замість д.-рус. дружинꙑ), жима (замість д.-рус. зима), вешна (замість д.-рус. весна), вшю (замість д.-рус. всю) та інше. Ця особливість знайшла відображення в таких псковських пам'ятках, як Апостол 1307 р., Шестоднев 1374 р., Пролог 1383 р., 1-й Псковський літопис та інші.
3. Вживання кл, гл на місці загальнослов'янських поєднань*tl, *dl  в невідмінюваних дієприкметниках минулого часу на -ль. Загальнослов'янські *tl, *dl  в загальній давньоруській мові змінилися на л. А в деяких псковських пам'ятках XIV—XVI ст. поряд з загальноруським л трапляються написання, що свідчать про збереження цих загальнослов'янських поєднань у вигляді кл, гл: привегли (замість д.-рус. привели; прасл. *privedli), блюглисѧ (замість д.-рус. блюлисѧ), соустрѣкли (прасл. *sustrětli, порівн. рос. встретили «зустріли») на конь оусегли (рос. сели «сіли») (2-й Псковський літопис).
4. Вживання жг замість жд: дожгь, пригвожгьше (Псковський Апостол 1307 р.), дожгѧ, пригвожгенъ (Шестоднев 1374 р.).
5. Пропуск звуку в перед м'яким л': посталяша (1-й Псковський літопис).